# Vincenzo La Rocca
Vincenzo La Rocca (Nola, 18 febbraio 1894 – 8 giugno 1968) è stato un politico italiano.
Fu membro dell'Assemblea Costituente e successivamente della Camera dei deputati per le prime due legislature.

## Biografia
Avvocato penalista, fu molto stimato dai grandi avvocati del Foro (De Nicola, Marciano, Porzio, De Marsico), di profonda cultura umanistica, aveva aderito al Partito comunista italiano dopo la scissione di Livorno del 1921. Studioso anche di storia economica, pubblicò nel 1932 La crisi economica mondiale e Prospettive mondiali nel 1933 nei quali, seguendo la linea gramsciana, indicava metodi di lotta e nuovi indirizzi al movimento dei lavoratori.
Sfidando apertamente il regime fascista, difese in tribunale i compagni di Partito; fu arrestato nel 1939, si rifugiò poi a Nola e la sua casa fu centro di collegamento del movimento antifascista. All'indomani della Liberazione, fu vicesindaco a Napoli nella giunta di Gennaro Fermariello; eletto nell'Assemblea costituente fece parte della "Commissione dei 75" che elaborò il testo base della Costituzione repubblicana. Deputato per due legislature, venne eletto Questore per il Gruppo comunista e membro della Commissione affari interni della Commissione Giustizia.
Per la sua vasta cultura, per la sua grande capacità oratoria -affascinante sia pure talvolta dannunziana- intervenne alla Camera dei Deputati su vari argomenti, dalla crisi della giustizia nel 1957 al rapporto tra Ordine legislativo ed esecutivo del 1947, dalle commemorazioni di Giuseppe Verdi nel 1951 a quella di Roberto Bracco nel 1947, all'anniversario delle Quattro giornate di Napoli (1957) e "Per la pace nel mondo" (1954).
Umberto Terracini il 7 marzo 1971, commemorando l'amico e compagno, lo definì "uomo di rango e di popolo".
Lo si ricorda elegantissimo, sferzante nelle sue polemiche, con una indipendenza anche nel Partito comunista, indipendenza che però fece dire a Togliatti ai compagni napoletani, prima della campagna elettorale del 1953 "mi raccomando riportatemi don Vincenzino".
È da ricordare per cultura, intelligenza, forza di carattere ed indipendenza morale.